# Altliebel

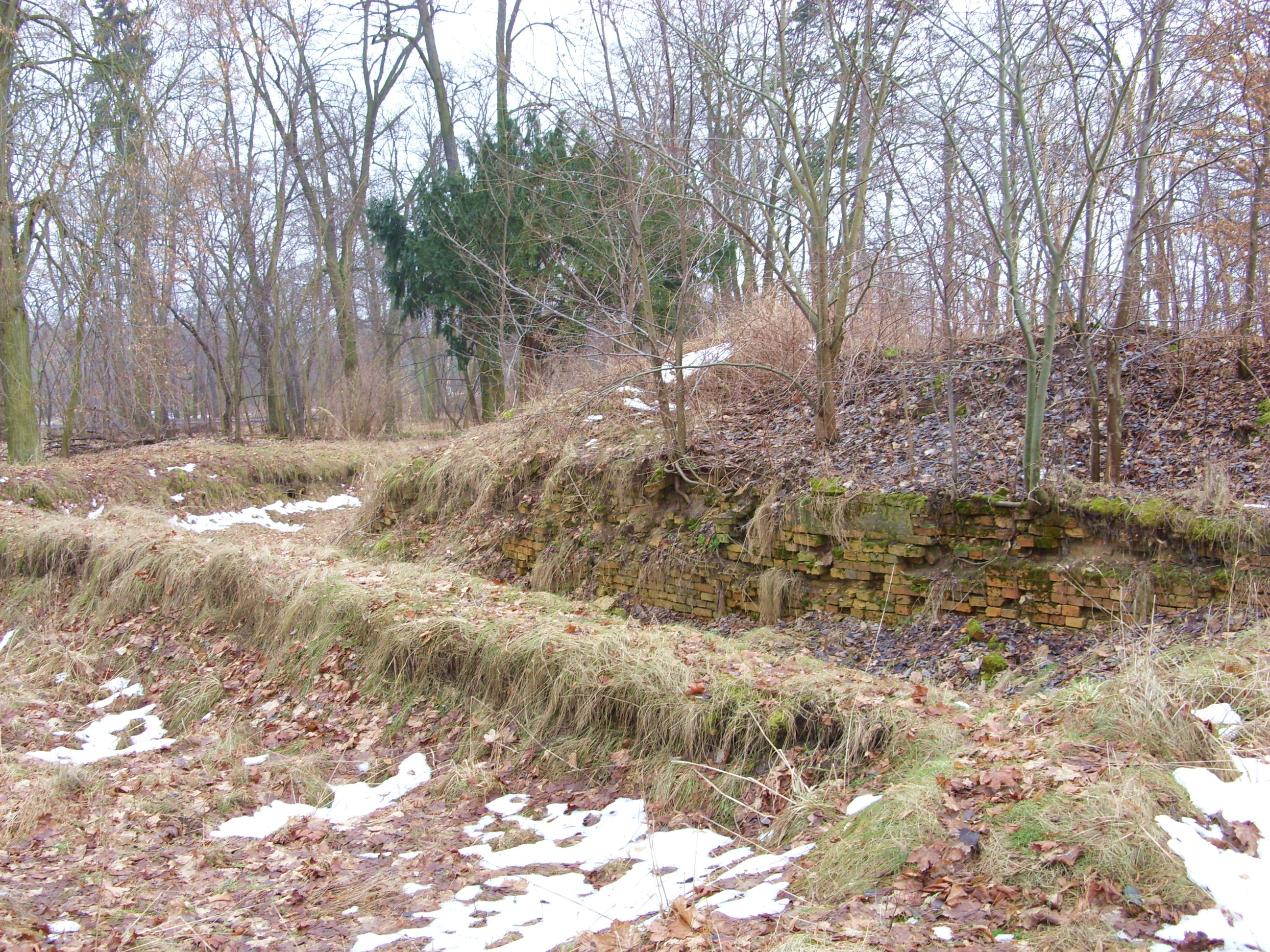
Die Grundmauern eines Hauses in der Wüstung Altliebel (2009)

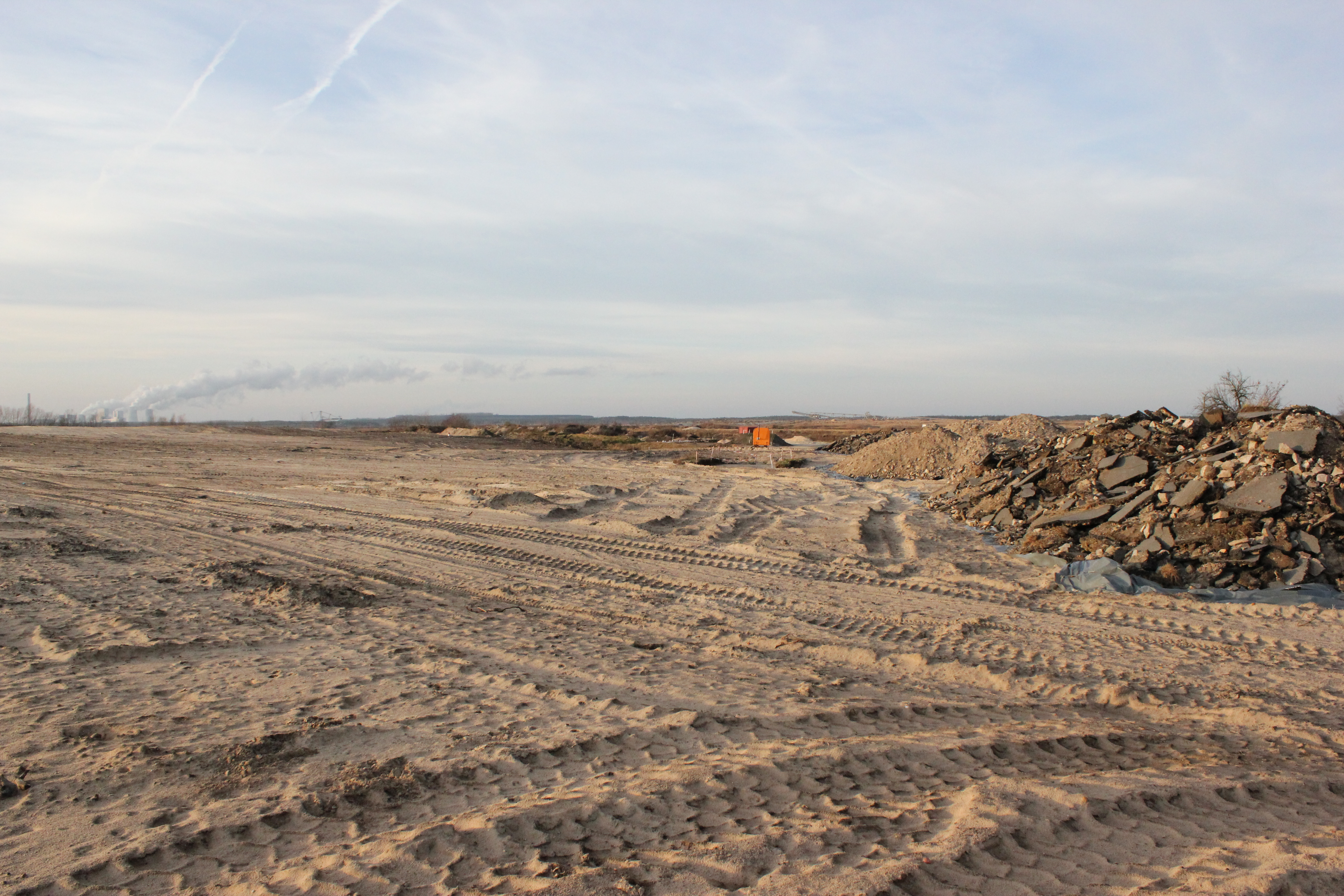
Beräumtes Tagebauvorfeld am selben Standort (2011)

Altliebel, obersorbisch Stary Lubolń, ist ein Ortsteil im äußersten Westen der Gemeinde Rietschen im sächsischen Landkreis Görlitz. Er gehört zum offiziellen sorbischen Siedlungsgebiet in Sachsen.

## Geschichte
Die Gemeinde Altliebel, bestehend aus den Dörfern Altliebel, Nappatsch (Napadź) und Neuliebel, wurde zum 1. Januar 1973 mit der Gemeinde Hammerstadt und der Gemeinde Viereichen zu Viereichen zusammengeschlossen. Die neue Gemeinde Viereichen wiederum schloss sich am 15. März 1992 mit den Gemeinden Daubitz, Rietschen und Teicha zur Gemeinde Rietschen zusammen.
Ersterwähnungen der Ortschaften Altliebels gehen auf die Jahre 1590 (Neuliebel) und 1617 (Nappatsch) zurück. Rittergüter gab es in Altliebel ab 1635, in Nappatsch ab 1644 und in Neuliebel ab 1663. Die Land-, Forst- und Fischwirtschaft gehörten zum Haupterwerb der überwiegend sorbischen Bevölkerung. Gemäß der Statistik von Arnošt Muka hatte Altliebel 1885 insgesamt 138 Einwohner, davon 126 Sorben (91 %) und zwölf Deutsche.
Diese war evangelisch-lutherisch geprägt und gehörte dem Kirchspiel Daubitz an, bis Altliebel im Jahr 1857 dem Kirchspiel Reichwalde zugeordnet wurde. Neuliebel verblieb bis 1956 beim Kirchspiel Daubitz und gehört seitdem zum Kirchspiel Rietschen.
Mit der Erklärung der Gemeinde Viereichen zum Braunkohleschutzgebiet wurde auch Altliebel stark beeinträchtigt. Nach der Wende konnten Bürgerproteste und Verhandlungen zwar erreichen, dass ein Teil der Gemeinde Viereichen nicht für den Tagebau Reichwalde devastiert wird, jedoch musste unter anderem das Dorf Altliebel selbst aufgegeben werden. Für die übrigen Orte wurden Förderprogramme abgerufen, um die Folgen des jahrelangen Schutzgebietsstatus zu mindern. Nappatsch blieb erhalten und wurde in Altliebel umbenannt.

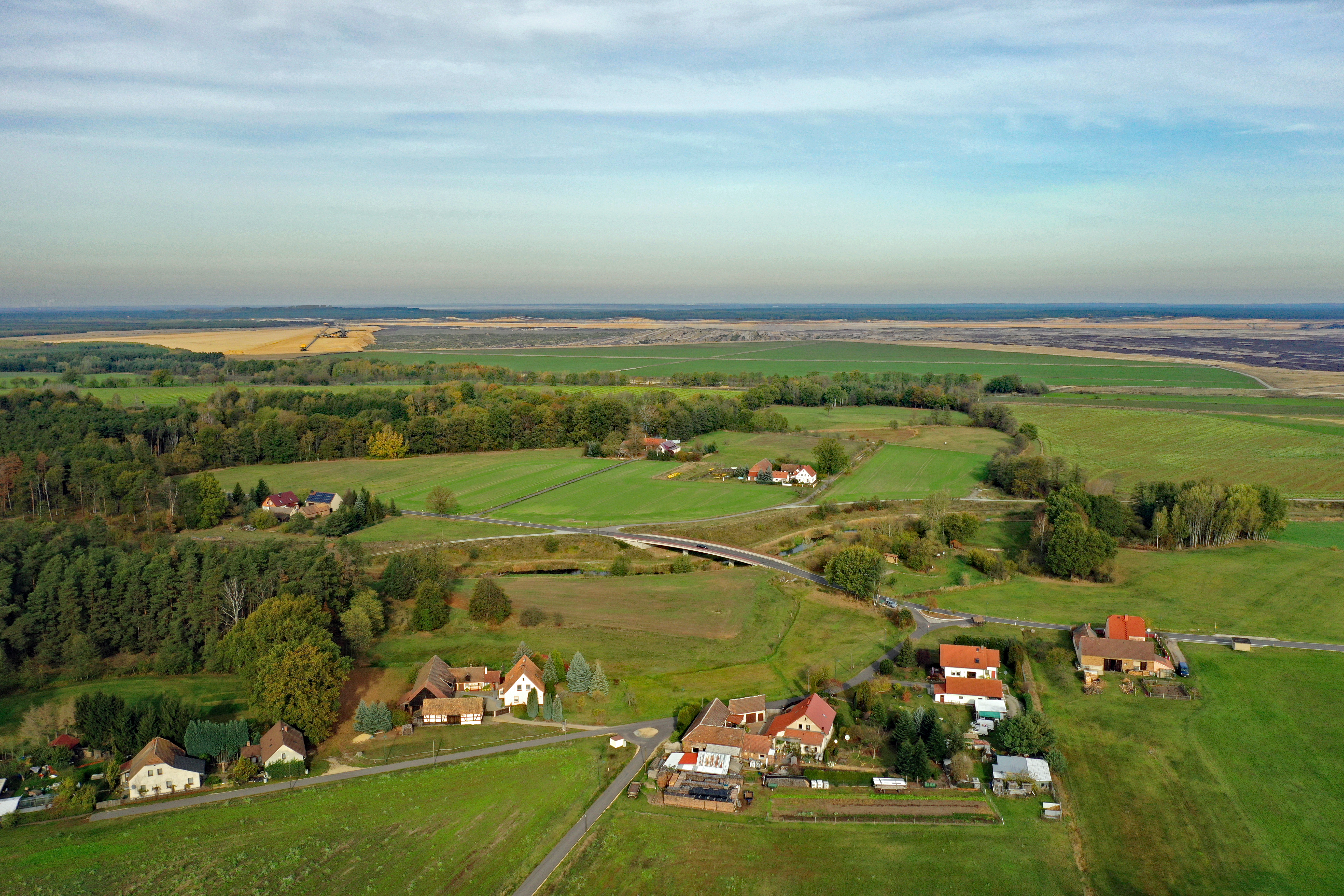
Luftbild des heutigen Altliebel (ehemals Nappatsch) mit der Brücke über den Weißen Schöps (Mitte) und dem Tagebau (Hintergrund)